# Norweska Formuła 3
Norweska Formuła 3 (oryg. Norges F3 Mesterskab) – rozgrywany w latach 1999–2000 w krajach skandynawskich cykl wyścigów samochodowych według przepisów Formuły 3.

## Historia
Seria zadebiutowała w 1999 roku. W pierwszym sezonie mistrzostwa rozgrywano wyłącznie w Norwegii, na torze ulicznym w Nærbø oraz na torze Arctic Circle Raceway w Mo i Rana. Mistrzem został wówczas Ole Martin Lindum. W sezonie 2000 wyścigi odbywały się na torach Nærbø, Kemora (Finlandia), Mo i Rana oraz Mantorp, a niektóre eliminacje odbywały się równolegle z Fińską, Szwedzką bądź Skandynawską Formułą 3. Tytuł zdobył wówczas Fin Marko Nevalainen. Po 2000 roku nie organizowano już zawodów tego cyklu.

## Mistrzowie
| Sezon | Mistrz            | Zespół               | Samochód          |
| ----- | ----------------- | -------------------- | ----------------- |
| 1999  | Ole Martin Lindum | Franz Wöss Racing    | Dallara F394-Opel |
| 2000  | Marko Nevalainen  | Motor Up Racing Team | Dallara F397-Opel |